# Битва під Баром (липень 1920)
Битва під Баром — бойові дії між польським 54-м піхотним полком і частинами радянської 8-ї кавалерійської дивізії під час наступу Південно-Західного фронту під час Польсько-більшовицької війни.

## Загальна ситуація
26 травня в Україні війська радянського Південно-Західного фронту перейшли в наступ, а 5 червня три дивізії радянської 1-ї Кінної армії Семена Будьонного остаточно прорвали польський фронт під Самгородком на ділянці оборони ген. Яна Савицького. 10 червня 3-тя польська армія почала відступати з Києва в бік Коростеня. В останні дні червня окремі оперативні частини Українського фронту, якими вже керував ген. Едвард Ридз-Сміглий, були згруповані таким чином: українська армія ген. Михайла Омеляновича-Павленка була зосереджена на Дністрі, у напрямку до кордону з Румунією, 6-та армія ген. Вацлава Івашкевича-Рудошанського зайняла ділянку фронту Дністер — Хмільник — Любар, новосформована 2-га армія ген. Казімєжа Рашевського перебувала на лінії річок Случ і Горинь, а 3-тя армія ген. Едварда Ридза-Сміглого перебувала на річці Уборця.

## Бої під Баром
2 липня батальйони 54-го піхотного полку зайняли ділянку фронту в районі Бара. 1-й батальйон розвинувся на схід від Бара і розташувався своїм правим крилом на річці Рів, 3-й батальйон був згрупований на північ від 1-го батальйону, вздовж залізничної лінії Жмеринка — Вовковинці, а 2-й батальйон обабіч колії Вовковинці — Радівці, між обома станціями. Завдання оборони 15-кілометрової ділянки змусило організувати оборону з використанням мережі застав.
Опівдні радянська кіннота, підтримувана вогнем трьох бронепоїздів, атакувала позиції 2-го батальйону кап. Маріана Оцеткевича. Зрідка розставлені форпости не змогли чинити ефективного опору і ворог проник у групу польських підрозділів, перервавши зв'язок між ними. Один із бронепоїздів відкрив вогонь по 5-й і 8-й ротах, що стояли на колії, і змусив їх відступити на північ для оборони 52-го піхотного полку. 6 рота з командиром батальйону відступила в бік Явтухів.
Наступного дня частини 8-ї кавалерійської дивізії атакували 3-й батальйон 54-го піхотного полку з боку Маньківців і увійшли до Бара, але завдяки міцній обороні 8-ї роти підпоручника Ружицького, 3-й батальйон не потрапив в оточення. Коли набої закінчувалися, кап. Оцеткевич наказав відступати. Вони йшли щільними колонами і відбивали атаки радянської кавалерії. Проїжджаючи села, польські вояки обстрілювали їхніми жителями. Батальйони обійшли Бар із півночі і з'єдналися з головним полком на річці Збруч.

## Баланс боїв
Батальйонам 54-го піхотного полку не вдалося втримати позиції. У боях під Баром вони втратили близько 20 % особового складу.

## Виноски
1. ↑  Przybylski, 1930.
2. ↑  Kukiel, 1923.
3. 1 2 3 4  Kula, 1929.

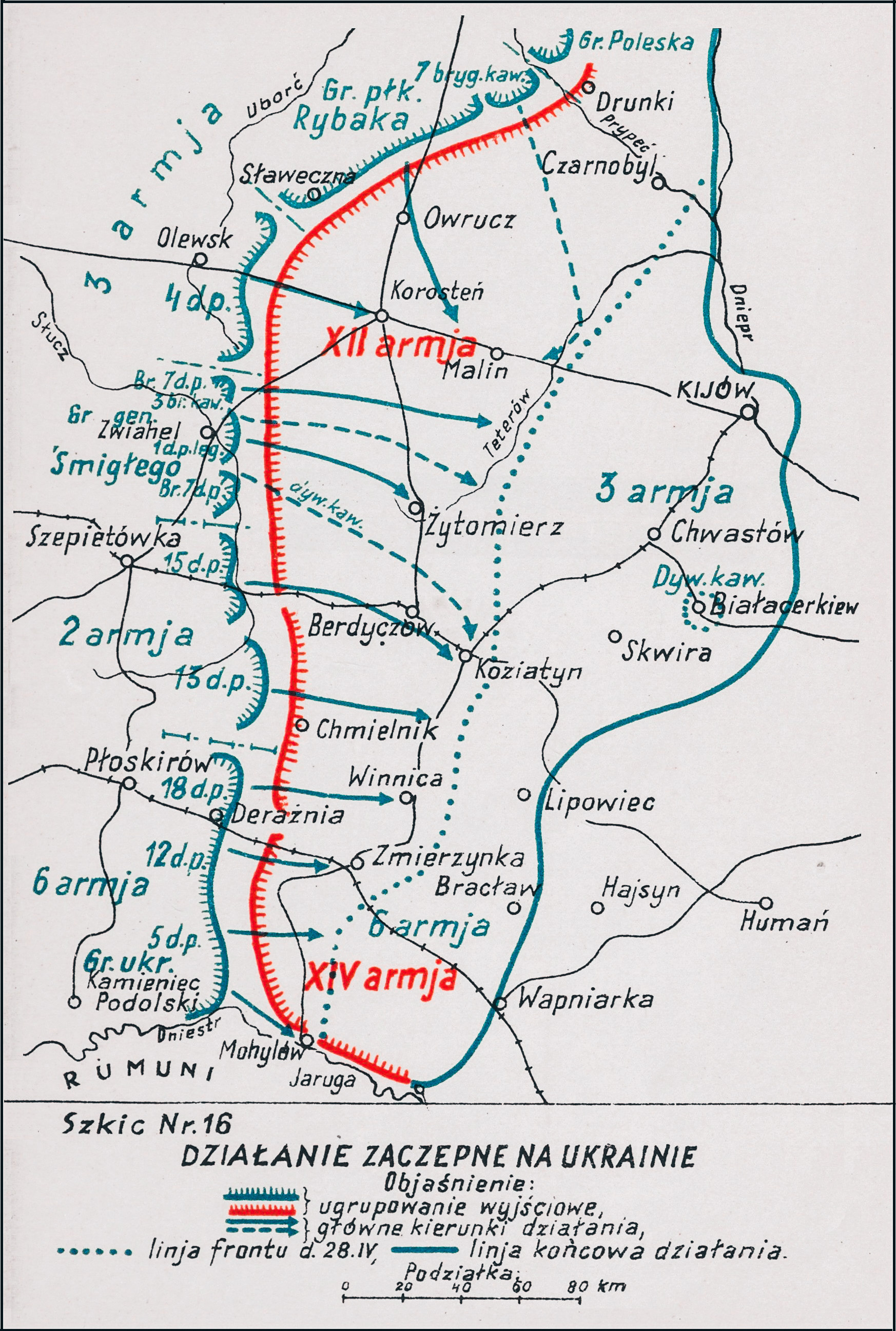
Адам Пржибильський,
Польська війна 1918—1921

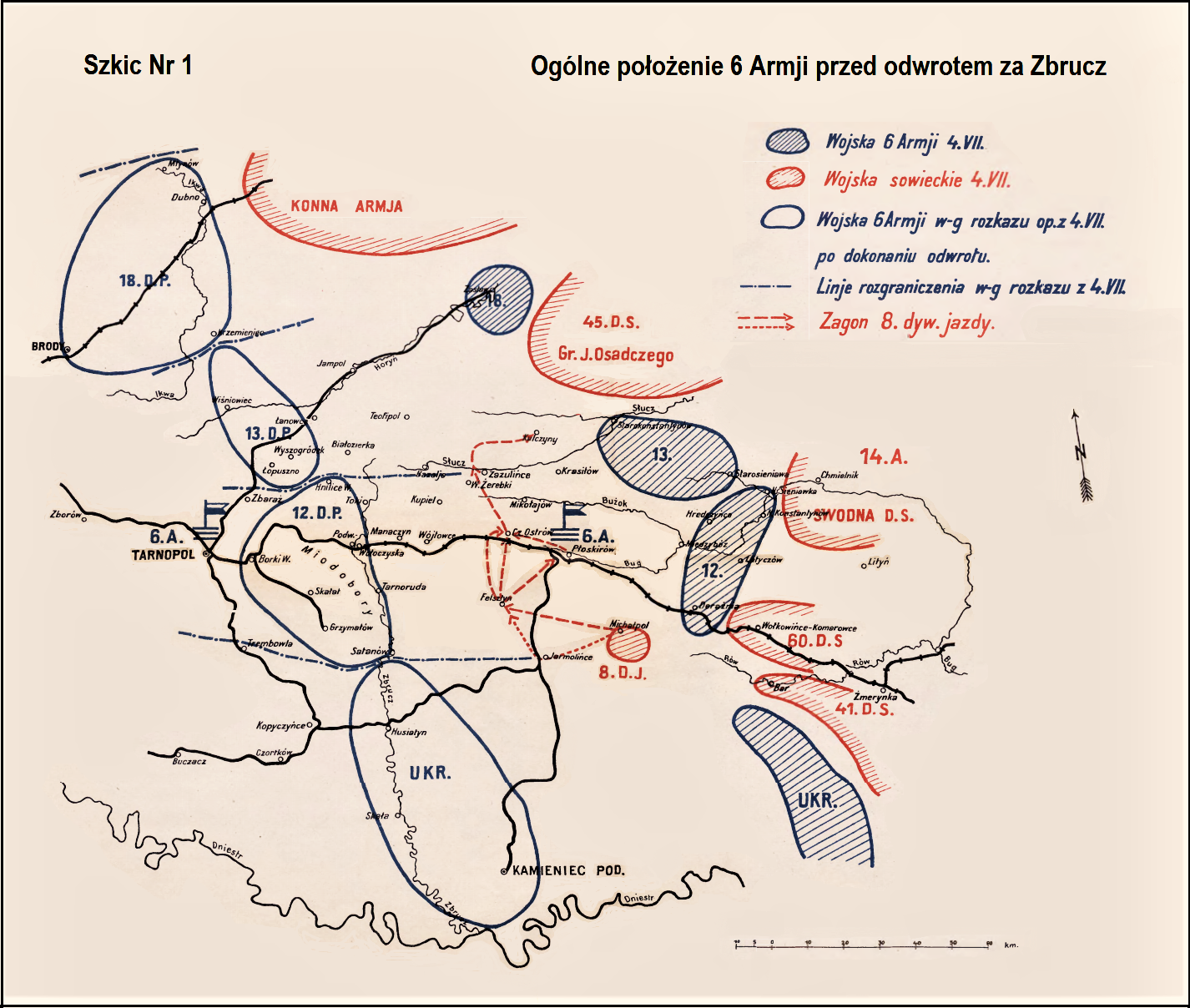
Мар'ян Кукель,
Битва за Валахію

4. ↑  Józef Kula w monografii 54 pp „Zarys historji wojennej 54-go pułku strzelców kresowych” dla określenia walk na tym terenie używa terminu „bój pod Wołkowińcami”[3].
5. 1 2  Odziemkowski, 1998.
6. ↑  Biernacki, 1924.
7. ↑  Wyszczelski, 2009.
8. ↑  Wyszczelski, 2008.
9. ↑  Cisek, Paduszek та Rawski, 2010.
10. 1 2  Odziemkowski, 2004.
11. ↑  Wysocki (red.), 2005.